# 鹿児島市立図書館
鹿児島市立図書館（かごしましりつとしょかん）は、〒890-0063鹿児島県鹿児島市鴨池二丁目にある市立の公共図書館である。
鹿児島市内に在住、通勤、通学している人を対象に図書や雑誌の閲覧、貸出等を行う。また、AV資料（CDやビデオなど）の視聴も可能。利用者カードで貸出を行っている。インターネットでの貸出予約、蔵書検索が可能。

## 利用案内

### 特色
鹿児島市立図書館は誰でも気軽に利用できる図書館を目指し、「市民が利用しやすい図書館」「市民に役立つ図書館」「市民と協働し学びを支える図書館」の三つを基本目標として運営している。

### 開館時間
- 平日：9:30-21:00
- 土・日・祝：9:30-18:00

### 休館日
- 毎週火曜日(祝日の場合は翌平日)
- 年末年始(12月29日～翌年1月3日)
- 特別整理休館(年に1回14日以内)

## 所蔵資料
- 一般図書
- 雑誌　約780タイトル
- AV資料　など

## 施設

### 施設概要
構造　鉄骨鉄筋コンクリート造り　6階建て（科学館との複合施設）
規模　敷地面積　6,814,13㎡
　　　建築面積　3,295,92㎡
　　　延床面積　11,127,02㎡
　　　・図書館部分　5,145,68㎡
　　　・科学館部分　5,981,34㎡

## 沿革
- 1990年（平成2年）12月17日 - 鹿児島市立科学館と共に鹿児島市立図書館が開館[1]。
- 2001年（平成13年）8月24日 - 図書館情報検索システム導入[2]。
- 2004年（平成16年）1月28日 - 図書館インターネット予約システム稼働開始[3]。
- 2022年（令和3年）4月9日 - 天文館図書館がセンテラス天文館内に開館。
- 2023年（令和4年）2月2日 - 電子図書館サービス開始。

## アクセス
- 鹿児島市営バス　（11）（12）番線「鴨池市営プール前」バス停より徒歩約1分
- 鹿児島市電　「郡元」、「鴨池」電停より徒歩約5分
- 駐車場あり(「鴨池公園駐車場」3時間まで無料)
- 自転車・バイクは科学館北側にある駐車場を利用可能。

## 地域公民館図書室一覧
| 名称                 | 画像 | 住所                    |
| -------------------- | ---- | ----------------------- |
| 谷山市民会館図書室   |      | 谷山中央三丁目383番地16 |
| 城西公民館図書室     |      | 草牟田一丁目21番8号     |
| 伊敷公民館図書室     |      | 伊敷五丁目7番40号       |
| 吉野公民館図書室     |      | 吉野町3074番地          |
| 武・田上公民館図書室 |      | 西別府町3116番地37      |
| 東桜島公民館図書室   |      | 東桜島町863番地1        |
| 吉田公民館           |      | 本城町1696番地          |
| 桜島公民館           |      | 桜島横山町1722番地17    |
| 喜入公民館           |      | 喜入町7000番地          |
| 松元公民館           |      | 上谷口町3366番地1       |
| 郡山公民館           |      | 郡山町168番地           |
| 谷山北公民館図書室   |      | 中山町1246番地1         |

## 移動図書館
2台の移動図書館車（わかくさ号、こすもす号）、16のルートで市内を巡回している。

## ブックポスト一覧
市内各地（13箇所）に時間外返却用のブックポストが設置されている。
- 市役所本館前
- 谷山支所前
- 伊敷支所前
- 吉野支所前
- 郡山支所前
- 鹿児島市電鹿児島中央駅前電停横
- 鹿児島市電鹿児島駅前電停横
- 鹿児島市電谷山電停横
- 鹿児島市立図書館
- 牟礼岡三丁目
- 桜島港フェリーターミナル横
- 上伊集院駅市営駐輪場横
- マリンピア喜入八幡温泉保養館前